# Копачівська сільська рада (Волочиський район)
Копачі́вська сільська́ ра́да — адміністративно-територіальна одиниця та орган місцевого самоврядування в Волочиському районі Хмельницької області. Адміністративний центр — село Копачівка.

## Загальні відомості
- Територія ради: 50,87 км²
- Населення ради: 2 055 осіб (станом на 2001 рік)

## Населені пункти
Сільській раді були підпорядковані населені пункти:
- с. Копачівка
- с. Лозова
- с. Мислова

## Склад ради
Рада складалася з 20 депутатів та голови.
- Голова ради: Джусь Василь Миколайович
- Секретар ради: Горькова Валентина Леонідівна

### Керівний склад попередніх скликань
| Прізвище, ім'я, по батькові | Основні відомості                                                 | Дата обрання | Дата звільнення |
| --------------------------- | ----------------------------------------------------------------- | ------------ | --------------- |
| Джусь Василь Миколайович    | Сільський голова, 1962 року народження, освіта вища, безпартійний | 26.03.2006   | 31.10.2010      |
| Джусь Василь Миколайович    | Сільський голова, 1962 року народження, освіта вища, безпартійний | 31.10.2010   |                 |

Примітка: таблиця складена за даними сайту Верховної Ради України

### Депутати
За результатами місцевих виборів 2010 року депутатами ради стали:

#### За суб'єктами висування
| Суб'єкт висування | Кількість обраних депутатів | %  |
| ----------------- | --------------------------- | -- |
| Самовисування     | 19                          | 95 |
| Народна партія    | 1                           | 5  |

#### За округами
| № округу       | Прізвище, ім'я, по батькові   | Дата визнання обраним | Освіта             | Партійна приналежність | Відомості про обраного депутата                                                     |
| -------------- | ----------------------------- | --------------------- | ------------------ | ---------------------- | ----------------------------------------------------------------------------------- |
| Народна Партія |                               |                       |                    |                        |                                                                                     |
| 1              | Крайдуба Алла Леонідівна      | 05.11.2010            | середня спеціальна | член Народної партії   | Копачівський дошкільний навчальний заклад «Дзвіночок», вихователька                 |
| Самовисування  |                               |                       |                    |                        |                                                                                     |
| 2              | Горькова Валентина Миколаївна | 05.11.2010            | середня спеціальна | позапартійна           | Копачівська сільська рада, секретар                                                 |
| 3              | Рак Анатолій Михайлович       | 05.11.2010            | вища               | позапартійний          | Копачівська загальноосвітня школа І-ІІІ ст., директор                               |
| 4              | Божук Вікторія Олександрівна  | 05.11.2010            | вища               | позапартійна           | Управління праці та соціального захисту населення Волочиської РДА, спеціаліст       |
| 5              | Шинкарук Петро Іванович       | 05.11.2010            | середня спеціальна | позапартійний          | ВП Агрофірма «Червона Зірка», мірошник                                              |
| 6              | Пахолюк Валерій Стахович      | 05.11.2010            | середня            | позапартійний          | тимчасово не працює                                                                 |
| 7              | Мельник Олексій Миколайович   | 05.11.2010            | середня            | позапартійний          | Копачівський дошкільний навчальний заклад «Дзвіночок», охоронець                    |
| 8              | Божук Юрій Леонтійович        | 05.11.2010            | середня            | позапартійний          | тимчасово не працює                                                                 |
| 9              | Івасечко Ігор Володимирович   | 05.11.2010            | вища               | позапартійний          | пенсіонер                                                                           |
| 10             | Королюк Руслан Васильович     | 05.11.2010            | середня            | позапартійний          | ТОВ Агрофірма «Подільська зернова компанія», водій                                  |
| 11             | Міноцький Микола Сергійович   | 05.11.2010            | вища               | позапартійний          | ТОВ Агрофірма «Подільська зернова компанія», обліковець тракторного парку с. Лозова |
| 12             | Мельник Віталій Миколайович   | 05.11.2010            | середня спеціальна | позапартійний          | ТОВ Агрофірма «Подільська зернова компанія», комірник                               |
| 13             | Козак Юлія Анатоліївна        | 05.11.2010            | вища               | позапартійна           | Копачівська сільська рада, головний бухгалтер                                       |
| 14             | Рендюк Олексій Броніславович  | 05.11.2010            | середня            | позапартійний          | ТОВ Агрофірма «Подільська зернова компанія», тракторист                             |
| 15             | Міноцький Вадим Васильович    | 05.11.2010            | середня спеціальна | позапартійний          | ТОВ Агрофірма «Подільська зернова компанія», механік по випуску автомобілів         |
| 16             | Божук Галина Григорівна       | 05.11.2010            | середня спеціальна | позапартійна           | Лозівський дошкільний навчальний заклад «Берізка», завідувачка                      |
| 17             | Оліх Анатолій Володимирович   | 05.11.2010            | середня            | позапартійний          | ТОВ Агрофірма «Подільська зернова компанія», бригадир тракторної бригади с. Лозова  |
| 18             | Ящишин Тимофій Степанович     | 05.11.2010            | середня спеціальна | позапартійний          | пенсіонер                                                                           |
| 19             | Грицина Володимир Олексійович | 05.11.2010            | вища               | позапартійний          | Клуб с. Мислова, директор                                                           |
| 20             | Королюк Віталій Віталійович   | 05.11.2010            | середня            | позапартійний          | ВП Агрофірма «Червона Зірка», водій                                                 |